# Next Summer
"Next Summer" is een nummer van de Italiaanse zanger Damiano David . Het werd uitgebracht via Sony Music Italy en Arista Records op 28 februari 2025, als de derde single van Davids debuutalbum Funny Little Fears (2025). Hij schreef het nummer samen met Sarah Hudson en de producers Jason Evigan en Mark Schick. Het is een akoestische ballad over psychologisch trauma en persoonlijke worstelingen. Een videoclip voor "Next Summer" ging enkele uren na de release van de single in première; deze werd gefilmd in een Italiaanse gevangenis waarin David gevangene is. Hij speelde het nummer op 19 maart 2025 in Jimmy Kimmel Live!

## Achtergrond en release
Tijdens een intiem concert in New York gaf hij een preview van een paar nummers van zijn debuutalbum, met de titels "Next Summer", "Voices" en "The Bruise". David kondigde zijn derde single, "Next Summer", aan op 19 februari 2025. Deze werd op 28 februari uitgebracht op digitale platforms en op de Italiaanse radio, terwijl een videoclip enkele uren later in première ging op zijn YouTube- kanaal. De video werd gefilmd in een Italiaanse gevangenis en David speelt de rol van een gevangene.  Het nummer werd geschreven door David zelf in samenwerking met Sarah Hudson, die ook onder meer Levitating met Dua Lipa schreef. 